# Viola boissieuana
Viola boissieuana är en violväxtart som beskrevs av Tomitaro Makino. Viola boissieuana ingår i släktet violer, och familjen violväxter. Inga underarter finns listade i Catalogue of Life.